# Schlacht von Sessano
Die Schlacht von Sessano war ein kriegerisches Ereignis, das am 28. Juni 1442 in der Nähe von Sessano del Molise im Königreich Neapel stattfand, als die Kompanie Caldoras unter dem Kommando von Antonio Caldora gegen die neapolitanische Armee unter dem Kommando von König Alfons V. von Aragon kämpfte.

## Hintergrund
Nachdem Alfons V. von Aragon am 2. Juni 1442 Neapel belagert und erobert hatte, wurde er zum neuen König des Königreichs. Er nahm am folgenden Tag Isernia ein und begab sich nach Carpinone, um sich mit dem Condottiere Antonio Caldora zu treffen, der das Amt des Großconstablers des Königreichs innehatte und für seinen Rivalen um den Thron, Renatus von Anjou, kämpfte. Am 27. Juni erreichte er das Lehen und belagerte das Schloss, in dem Antonios Frau Emilia/Isabella Caracciolo und ihre Kinder lebten und das von Antonio Reale, Caldoras Milchbruder, als Untervasall geführt wurde. Da Alfons wusste, dass dieser nicht anwesend war, schlug er sein Lager in einer Ebene in der Nähe von Sessano del Molise auf, um dem Heer von Caldora den Weg abzuschneiden und jede Hilfe für die Burg von Carpinone zu verhindern; außerdem ließ er die Burg von Sessano, die von dem edlen Onofrio della Castagna, seinem Getreuen, gehalten wurde, mit 300 Soldaten verstärken. Antonio, der sich in die Enge gedrängt sah, zog sich mit seinen Söldnerheer nach Pescolanciano zurück, von wo aus er noch am selben Abend seinen Anführer Paolo di Sangro zu Alfons schickte, um ihm die Schlacht anzukündigen.

## Die Schlacht
Am nächsten Tag, dem 28. Juni, lagerte Antonio mit seinem Heer an einer Furt in der Nähe von Alfonsos Lager, das von einem Fluss durchquert wurde, und wartete auf die Ankunft des feindlichen Heeres. Beide hatten ihre Heere in Truppenteile gegliedert, aber Caldoras Heer war zahlenmäßig weit überlegen. Trotz der Warnungen, die er vor allem von Giovanni Ventimiglia erhielt, wollte Alfons selbst an der Schlacht teilnehmen, die erbittert und blutig verlief. Er schickte drei Einheiten gegen die gegnerischen Truppen und nach und nach weitere, um die Flanken des feindlichen Heeres anzugreifen. Zur gleichen Zeit griffen die in der Burg von Sessano stationierten Soldaten das Lager des Antonio an und zwangen ihn, eine Truppe zu Hilfe zu schicken. Caldoras Kompanie löste sich daraufhin auf, und im entscheidenden Moment lief Paolo di Sangro in die feindlichen Reihen über und verhinderte so die Entlastung des hinteren Teils von Caldoras Armee. Antonio Caldora geriet mit 4800 Reitern in Gefangenschaft, und Giovanni Attendolo musste mit nur 15 Reitern nach Ortona fliehen und sich dann nach Ancona begeben.

## Die Folgen
Der besiegte Caldora wurde als Gefangener in seine Burg in Carpinone gebracht. Dort verlangte Alfons von ihm, ihm alle Kostbarkeiten zu zeigen, die er dort aufbewahrte. Er nahm ihm nur eine Kristallvase ab, die die Venezianer seinem Vater Jacopo geschenkt hatten, ließ alle seine Dokumente verbrennen und bestätigte alle seine Lehen mit Ausnahme der von seinem Vater eroberten, die er den ihm treuesten Condottieri übertrug. Dieses Kriegsereignis leitete den allmählichen Niedergang der Herrschaft der Familie Caldora im Königreich Neapel ein, die mit der Belagerung von Vasto im Jahre 1464 endgültig endete.